# Jiří Šust
Jiří Šust (28. srpna 1919 Praha – 30. dubna 1995 Praha) byl český hudební skladatel, autor filmové hudby. Byl dvorním skladatelem Jiřího Menzela, napsal hudbu ke dvanácti jeho filmům.

## Život
V letech 1936–1939 studoval na Moskevské státní konzervatoři hru na klavír u Grigorije Ginzburga a skladbu u Sergeje Nikiforiče Vasilenka. Pokračoval na Pražské konzervatoři studiem skladby u Jaroslava Řídkého a Aloise Háby. Absolvoval v roce 1942 a věnoval se skládání hudby pro krátkometrážní filmy ve zlínských filmových ateliérech. Stal se hudebním referentem Komunistické strany Středočeského kraje. Později pracoval jako hudební dramaturg armádního filmu.
Komponoval hudbu k celé řadě filmů, až se v roce 1965 dostal ke spolupráci s Jiřím Menzelem na povídce Smrt pana Baltazara z filmu Perličky na dně. O rok později vznikl mezinárodně úspěšný a Oscarem oceněný film Ostře sledované vlaky. Spolupráce obou tvůrců pokračovala až do roku 1994 (Život a neobyčejná dobrodružství vojáka Ivana Čonkina).
Řadu původních písní uplatnil Šust i v krátkometrážních snímcích (např. Jak se bavil svět nebo Písně o moři). Mnohé jeho písně – převážně šansonového ražení – jsou obsaženy v jeho hudebních doprovodech k četným televizním inscenacím. Poněkud stranou zájmu zůstává jeho dlouholetá spolupráce s dokumentárním filmem, pro jehož účely vybíral taktéž hudební doprovod. Šust je také autorem mnoha symfonických, komorních a vokálních skladeb. Nevyhýbal se ani spolupráci na politicky angažovaných projektech, složil hudbu k několika filmům oslavujícím dělnické hnutí (Olověný chléb, Únos aj.), byl autorem mnoha písní pro pionýrské a mládežnické soubory a hudby pro spartakiádní cvičení.
Měl velký smysl pro dramatičnost a syntézu různých hudebních žánrů. Na požádání byl schopen stylově napodobit Beethovena, Smetanu, Chačaturjana, Bacha nebo třeba Vivaldiho. I díky této své schopnosti byl vybrán ke spolupráci na filmu Zbraně pro Prahu, kde dostal za úkol napsat skladby ve stylu nacistické hudby, na kterou nebyla dostupná autorská práva.
V roce 1994 byl o něm natočen dokumentární film Hudba Jiří Šust.

## Dílo

### Symfonické skladby a kantáty
- Sinfonia (absolventská skladba, 1941)
- Cesta domů (symfonická báseň, 1946)
- Suita antiqua (1948)
- Symfonie života a práce (1949, cena ministerstva informací a osvěty)
- Romantická fantasie pro klavír a orchestr (1950)
- Za mír (suita z baletu Mír, 1951)
- Tanec vysokých bot (1952)
- Píseň o vrchním veliteli (na slova Stanislava Kostky Neumanna, 1952, cena Armádního filmu)
- Smuteční hudba (1953)
- Život vítězí nad smrtí (ke stejnojmennému spartakiádnímu cvičení, 1960)
- O slunci a dešti (taneční scéna, 1961)
- Píseň o svobodě lidstva (kantáta, 1962)
- Holubička (1962)

Kromě toho komponoval scénickou hudby pro divadelní představení.

### Filmografie (hrané filmy)
- Divoké pivo (1995)
- Hrad z písku (1994)
- Krvavý román (1993)
- Život a neobyčejná dobrodružství vojáka Ivana Čonkina (1993)
- Hat-Trick (studentský film, 1992)
- Vracenky (1990)
- Konec starých časů (1989)
- Don Juan (divadelní záznam, 1988)
- Piloti (1988)
- Věrni zůstaneme (1988)
- Zdaleka ne tak ošklivá, jak se původně zdálo (TV film, 1987))
- Gottwald (TV seriál, 1986)
- Návštěvní hodiny (TV film, 1986)
- Vesničko má středisková (1985)
- Zelená léta (1985)
- Pražský svědek (1984)
- Chladna zrána (TV film, 1983)
- Milo Barus, der stärkste Mann der Welt (1983)
- Samorost (1983)
- Slavnosti sněženek (1983)
- Hodina života (1981)
- Proč se vraždí starší dámy (TV film, 1981)
- Blázni, vodníci a podvodníci (1980)
- Postřižiny (1980)
- Jak se naučit švédsky (TV film, 1979)
- Panelstory aneb Jak se rodí sídliště (1979)
- Silvestr svobodného pána (TV film, 1979)
- Báječní muži s klikou (1978)
- Jak se zranit ve službě (TV film, 1978)
- Pumpaři od Zlaté podkovy (1978)
- Parádní číslo (TV film, 1977)
- Zlaté rybky (1977)
- Boty plné vody (1976)
- Na samotě u lesa (1976)
- Vánoce u Matěnů (TV film, 1976)
- Mys Dobré naděje (1975)
- Namátková kontrola (TV film, 1975)
- Recepty doktora Kudrny (TV film, 1975)
- Rodič (TV film, 1975)
- Zbraně pro Prahu (1974)
- Maturita za školou (1973)
- Výstřely v Mariánských Lázních (1973)
- Byli jednou dva písaři (TV seriál, 1972)
- Cesty mužů (1972)
- Medvěd pro hosta (TV film, 1972)
- Věra - nevěra (TV film, 1972)
- Vražda před večeří (TV film, 1972)
- Almara (TV film, 1971)
- Svědectví mrtvých očí (1971)
- Obavy komisaře Maigreta (TV film, 1970)
- Takže ahoj (1970)
- Houslista (1969)
- Kolonie Lanfieri (1969)
- Skřivánci na niti (1969)
- Ve vlaku (1969)
- Zabitá neděle (1969)
- Záhada hlavolamu (TV seriál, 1969)
- Město pod Hněvínem ( Dokumentární film o městu Most, 1969)
- Bohouš (TV film, 1968)
- Don Juan 68 (1968)
- Rána pod pás (1968)
- Amatér (TV film, 1967)
- Dívka s třemi velbloudy (1967)
- Inzerát (TV film, 1967)
- Případ paní Luneauové (TV film, 1967)
- Rozmarné léto (1967)
- Soudničky (TV seriál, 1967)
- Soukromá vichřice (1967)
- Dva tygři (1966)
- Ostře sledované vlaky (1966)
- Sedmikrásky (1966)
- Slečny přijdou později (1966)
- Perličky na dně (1965)
- Zločin v dívčí škole (1965)
- Případ Daniela (1964)
- Strakatí andělé (1964)
- Skotská s ledem (TV film, 1963)
- Pevnost na Rýně (1962)
- Tereza (1961)
- Lidé jako ty (1960)
- Křižovatky (1959)
- Kasaři (1958)
- Morálka paní Dulské (1958)
- O věcech nadpřirozených (1958)
- Modrá a zlatá (1956)
- Synové hor (1956)
- Váhavý střelec (1956)
- Zlatý pavouk (1956)
- Státní a vojenské tajemství (1955)
- Tanková brigáda (1955)
- Frona (1954)
- Olověný chléb (1953)
- Nad námi svítá (1952)
- Únos (1952)
- Racek má zpoždění (1950)
- Vítězná křídla (1950)
- Svědomí (1948)
- Ves v pohraničí (1948)
- Nevíte o bytě? (1947)
- Týden v tichém domě (1947)
- Mrtvý mezi živými (1946)
- Tři knoflíky (1945)
- Vánoční sen (1945)
- Nejvýnosnější prodej (1942)
- Osvobozené nohy (1942)

Kromě toho zkomponoval hudbu k cca 60 dokumentárním filmům, z nichž 6 i sám režíroval.